# Telenet Japan
Telenet Japan (日本テレネット) est une société de développement de jeux vidéo fondée en 1983, qui a fermé ses portes en 2007,.

## Liste de jeux
| 1988 | Exile        | MSX2, Mega Drive, PC-Engine                              | -                                                         |
| 1989 | Valis II     | MSX, Mega Drive, NEC PC-9801, Sharp X68000, PC-Engine CD | -                                                         |
| 1990 | Valis III    | Mega Drive, PC-Engine                                    | -                                                         |
| 1990 | Golden Axe   | PC-Engine                                                | -                                                         |
| 1990 | Granada      | Mega Drive                                               | -                                                         |
| 1991 | Gaiares      | Mega Drive                                               | -                                                         |
| 1991 | El Viento    | Mega Drive                                               | -                                                         |
| 1992 | Road Avenger | Mega-CD                                                  | (Développé par Wolfteam et édité par Renovation Products) |
| 1992 | Traysia      | Mega Drive                                               | -                                                         |
| 1992 | Valis IV     | PC-Engine, Super Nintendo                                | -                                                         |
| 2002 | Ace Golf     | GameCube                                                 | -                                                         |